# Eupempelus olivaceus
Eupempelus olivaceus är en skalbaggsart som beskrevs av Bates 1870. Eupempelus olivaceus ingår i släktet Eupempelus och familjen långhorningar. Inga underarter finns listade i Catalogue of Life.